# 신명중학교 (서울)
신명중학교(新明中學校)는 대한민국 서울특별시 강동구 길동에 있는 공립 중학교이다.

## 학교 연혁
- 1993년 1월 10일 : 신명중학교 설립인가
- 1993년 3월 1일 : 초대 박원규 교장 취임
- 1993년 3월 2일 : 신입생 입학(남여 각 7학급 804명)
- 1993년 10월 9일 : 개교식
- 1996년 2월 14일 : 제1회 졸업
- 2021년 3월 1일 : 제11대 정구헌 교장 취임
- 2022년 12월 30일 : 제28회 졸업(8학급 193명, 누계 10,928명)
- 2023년 3월 2일 : 신입생 입학(7학급 173명)

## 참고 자료
- 신명중학교 - 한국교육학술정보원 학교알리미